# Sonam Drugyal
Sonam Drugyal foi um Desi Druk do reino do Butão, reinou de 1815 até 1819. Foi antecedido no trono por Tshaphu Dorji, tendo-lhe seguido Tendzin Drugdra.